# Cyclosa atrata
Cyclosa atrata là một loài nhện trong họ Araneidae.
Loài này thuộc chi Cyclosa. Cyclosa atrata được Friedrich Wilhelm Bösenberg & Embrik Strand miêu tả năm 1906.